# Kurt von Schleicher
Kurt Ferdinand Friedrich Hermann von Schleicher, nemški general in politik,* 7. april 1882, Brandenburg an der Havel, Nemčija, † 30. junij 1934, Brandenburg an der Havel, Nemčija.
Med prvo svetovno vojno je bil vojni častnik v generalštabu. Po vojni je med letoma 1930 in 1932 postal najpomembnejša osebnost v kabinetu predsednika vlade Heinricha Brüninga. V tem času je delal kot pomočnik generala Grönerja, ki je bil tedaj minister za obrambo. Schleicher je v tem času vzpostavil tudi dobre odnose s predsednikom Paulom von Hindenburgom, Brüninga in Grönerja, ki sta nasprotovala von Schleicherju, pa je s pomočjo spletk sprl med sabo, zaradi česar je vlada maja 1932 padla.
Pod kanclerjem Franzom von Papnom je Schleicher postal novi minister za obrambo. Zaradi Papnove konservativnosti sta se nazadnje sprla, novembra 1932 pa vlada ni mogla vzpostaviti večine v parlamentu. Papen je moral odstopiti, Schleicher pa ga je 3. decembra 1932 nasledil na mestu premierja države. Na tem položaju ni ostal dolgo, saj ga je Adolf Hitler s pomočjo von Papnovih spletk odstavil iz položaja 28. januarja 1933. Dva dni pozneje je von Hindenburg Hitlerja imenoval na mesto premierja Nemčije. Schleicherja in njegovo ženo Elisabeth so nacisti ubili v t. i. noči dolgih nožev 30. junija 1934.